# ARD
ARD (celým jménem Arbeitsgemeinschaft der öffentlich-rechtlichen Rundfunkanstalten der Bundesrepublik Deutschland, česky Asociace Sdružení veřejnoprávních vysílatelů Spolkové republiky Německo) je společnost německých regionálních veřejnoprávních vysílatelů, která byla založena v roce 1950 v tzv. Západním Německu.

## Instituce a členské organizace

Mapa členských vysílatelů

| Regionální vysílatel        | Zkratka | Umístění hlavní kanceláře     | Příjem v milionech eur v roce 2004 | Rok založení | Pokrytí |
| --------------------------- | ------- | ----------------------------- | ---------------------------------- | ------------ | --- |
| Bayerischer Rundfunk        | BR      | Mnichov                       | 806                                | 1949         | Svobodný stát Bavorsko                                                                                             |
| Deutsche Welle              | DW      | Bonn                          | Financována z daní                 | 1953         | Mezinárodní dostupnost                                                                                             |
| Hessischer Rundfunk         | HR      | Frankfurt nad Mohanem         | 383                                | 1948         | Hesensko |
| Mitteldeutscher Rundfunk    | MDR     | Lipsko                        | 561                                | 1991         | Svobodný stát Sasko, Sasko-Anhaltsko, Svobodný stát Durynsko                                                       |
| Norddeutscher Rundfunk      | NDR     | Hamburk                       | 892                                | 1956         | Hamburk, Dolní Sasko a Svobodné a hanzovní město Hamburk od roku 1955, Meklenbursko-Přední Pomořansko od roku 1991 |
| Radio Bremen                | RB      | Brémy                         | 41                                 | 1945         | Svobodné hanzovní město Brémy                                                                                      |
| Rundfunk Berlin-Brandenburg | RBB     | Berlín, Postupim              | 340                                | 2003         | Berlín, Braniborsko                                                                                                |
| Saarländischer Rundfunk     | SR      | Saarbrücken                   | 64                                 | 1957         | Sársko |
| Südwestrundfunk             | SWR     | Stuttgart, Mohuč, Baden-Baden | 922                                | 1998         | Bádensko-Württembersko, Porýní-Falc                                                                                |
| Westdeutscher Rundfunk      | WDR     | Kolín nad Rýnem               | 1067                               | 1956         | Severní Porýní-Vestfálsko                                                                                          |

## Dějiny
V době rozděleného Německa, kdy bylo západoněmecké televizní vysílání dostupné i na většině území Východního Německa kromě takzvaných „údolí netušících“, se používal pro vysvětlení zkratky humorný výklad „Außer Raum Dresden“ – „kromě oblasti Drážďan“ nebo „Außer Rügen und Dresden“ – „kromě Rujány a Drážďan“.